# Guilherme, o Valão
Guilherme, o Valão (em latim: Guillelmus Metensis; m. 22 de dezembro de 1089) foi um abade beneditino.

## Vida
Guilherme tornou-se abade de Abadia de Saint-Arnould em Metz em 1050. Continuando a tradição iniciada por seu antecessor, Warin, devotou seu tempo ao estudo, especialmente das obras de Jerônimo e Santo Agostinho. 
Em 30 de junho de 1073, o Papa Gregório VII escreveu ao arcebispo Manassés de Reims admoestando-o pelos maus tratos que ele havia dispendido aos monges de Saint-Remi, ordenando que ele iniciasse o processo para eleger um abade. Guilherme foi eleito, mas rapidamente se viu numa posição insustentável. Apesar das promessas feitas pessoalmente a Guilherme (veja sua quarta carta), Manassés continuou a perseguição aos monges e, no final de 1073, Guilherme viajou para Roma com o objetivo de renunciar. Numa carta para Manassés, enviada provavelmente por Guilherme, o papa afirma que o abade lhe fora muito agradável e que gostaria de mantê-lo como abade, mas que, se ele insistisse em renunciar às duas casas (Saint-Arnould e Saint-Remi), o arcebispo deveria aceitar a renúncia e se aconselhar com ele (o papa) sobre um sucessor. Em outra carta, o bispo Herimann de Metz, o papa informa que Guilherme quer voltar para St-Arnould e o recomenda para receber da caridade do bispo, "para que ele perceba que sua visita a nós lhe valeu algo". Na ocasião, Manassés rispidamente exigiu o retorno do báculo abacial e nomeou Henrique, o abade de Homblières, no lugar de Guilherme, aparentemente sem consultar o papa.
Guilherme voltou para Metz, mas, por volta de doze anos depois, embora mantivesse relações amigáveis com o bispo Herimann, se permitiu ser consagrado na Diocese de Metz quando o imperador Henrique IV expulsou o bispo de direito da cidade em 1085. No ano seguinte, porém, procurou Herimann, renunciou publicamente ao cargo que havia usurpado e se retirou para a Abadia de Gorze. Logo depois, Herimann restaurou-o como abade em St-Arnould.

## Obras
Se conhecem sete cartas e uma oração de preparação para a missa comemorando Santo Agostinho de autoria de Guilherme. Seu estilo é bom considerando a época e revela um considerável conhecimento sobre literatura. A primeira carta é o bem conhecido discurso de congratulação a Gregório VII em sua eleição ao papado, republicado pelos bolandistas no início de seu comentário sobre ele. Todas elas foram descobertas por Mabillon em St-Arnould e publicadas pela primeira vez em sua "Analecta vetera", I (Paris, 1675), 247-286.